# Aleiodes shestakovi
Aleiodes shestakovi är en stekelart som först beskrevs av Roy D. Shenefelt 1975.  Aleiodes shestakovi ingår i släktet Aleiodes och familjen bracksteklar. Inga underarter finns listade i Catalogue of Life.